# Boxweltmeisterschaften der Frauen 2016
Die 9. Amateur-Boxweltmeisterschaften der Frauen fanden in Astana, Kasachstan statt.

## Medaillengewinnerinnen
| Gewichtsklasse                       | Gold                                | Silber                            | Bronze                                                                    |
| ------------------------------------ | ----------------------------------- | --------------------------------- | ------------------------------------------------------------------------- |
| Halbfliegengewicht (– 48 Kilogramm)  | Nasym Qysaibai Kasachstan           | Wang Yuyan Volksrepublik China    | U Yong Gum Nordkorea Marlen Esparza Vereinigte Staaten                    |
| Fliegengewicht (– 51 Kilogramm)      | Nicola Adams Vereinigtes Königreich | Peamwilai Laopeamp Thailand       | Sarah Ourahmoune Frankreich Schaina Schekerbekowa Kasachstan              |
| Bantamgewicht (– 54 Kilogramm)       | Dina Zholaman Kasachstan            | Stojka Krastewa Bulgarien         | Christina Cruz Vereinigte Staaten Liu Piaopiao Volksrepublik China        |
| Federgewicht (– 57 Kilogramm)        | Alessia Mesiano Italien             | Sonia Lather Indien               | Aizhan Khojabekova Kasachstan Denitsa Eliseeva Bulgarien                  |
| Leichtgewicht (– 60 Kilogramm)       | Estelle Mossely Frankreich          | Anastassija Beljakowa Russland    | Katie Taylor Irland Mira Potkonen Finnland                                |
| Leichtweltergewicht (– 64 Kilogramm) | Yang Wenlu Volksrepublik China      | Kellie Harrington Irland          | Sara Kali Kanada Skye Nicholson Australien                                |
| Weltergewicht (– 69 Kilogramm)       | Valentina Khalzova Kasachstan       | Gu Hong Volksrepublik China       | Nadine Apetz Deutschland Elina Gustafsson Finnland                        |
| Mittelgewicht (– 75 Kilogramm)       | Claressa Shields Vereinigte Staaten | Nouchka Fontijn Niederlande       | Savannah Marshall Vereinigtes Königreich Nien-Chin Chen Chinesisch Taipeh |
| Halbschwergewicht (– 81 Kilogramm)   | Yang Xiaoli Volksrepublik China     | Kate Scott Australien             | Franchon Crews Vereinigte Staaten Elif Güneri Türkei                      |
| Schwergewicht (+ 81 Kilogramm)       | Lyazzat Kungenbayeva Kasachstan     | Shadasia Green Vereinigte Staaten | Wang Shijin Volksrepublik China Şennur Demir Türkei                       |

## Quelle
- Wettkampfresultate IAT Leipzig